# 市村俊彦
市村 俊彦（いちむら としひこ、1935年9月23日 - ）は日本のテレパシーの研究者。

## 経歴
新潟県中蒲原郡横越村（現新潟市江南区）生まれ。新潟県立新潟工業高等学校、新潟大学理学部物理学科（物性物理専攻）を卒業。新潟青陵高等学校、新潟明訓高等学校で教諭経験。
会社勤務の傍ら、数百名の会員を擁する超心理研究会を主宰し、1967年から1987年にかけて会誌『テレパシー』を119号まで発行した。

## 親族
- 市村三男三 - 洋画家。

## 著作
- 機関紙「テレパシー誌」各号
- 「テレパシー論」（自費出版）
- 「反物質の世界」（大陸書房）
- 「テレパシーの世界」（大陸書房）
- 「逆説の世界」（大陸書房）
- 「テレパシーの謎」（大陸書房）
- 「念力スプーン曲げは真実だ」（たま出版）